# Fannia variabilis
Fannia variabilis är en tvåvingeart som beskrevs av Chillcott 1961. Fannia variabilis ingår i släktet Fannia och familjen takdansflugor. Inga underarter finns listade i Catalogue of Life.